# John Duffy (cầu thủ bóng đá, sinh năm 1886)
John Duffy (sinh năm 1886) là một cầu thủ bóng đá người Anh thi đấu ở vị trí trung vệ.

## Sự nghiệp
Duffy thi đấu cho Workington, Bradford City, Exeter City, và Swansea Town.
Đối với Bradford City ông có 1 lần ra sân ở Football League.